# Bataille de Gueskerou (2019)
Pour les articles homonymes, voir Bataille de Gueskerou.
Insurrection de Boko Haram
Batailles
La bataille de Gueskerou a lieu le 8 mars 2019 pendant l'insurrection de Boko Haram.

## Déroulement
Le soir du 8 mars 2019, des djihadistes de l'État islamique en Afrique de l'Ouest opérant le long de la rivière Komadougou Yobé attaquent un poste de l'armée nigérienne à Gueskerou,,. Les assaillants arrivent avec une dizaine de véhicules, cependant ils sont aperçus de loin par des guetteurs et la garnison n'est pas surprise. Le combat s'engage à Woulwa, à cinq kilomètres de Gueskerou. Il dure une heure et les défenseurs reçoivent des renforts, notamment des membres d'une force spéciale de l'armée nigérienne. L'attaque est repoussée et les djihadistes se replient au Nigeria,. Des opérations de ratissage sont menées et un autre combat éclate le lendemain à Abadam, au Nigeria.

## Pertes
Dès le 9 mars, RFI avance que sept gendarmes nigériens ont été tués, une vingtaine d'autres blessés et que les pertes des djihadistes sont de 19 morts, un prisonnier, cinq véhicules détruits et deux autres capturés.
Le soir du 9 mars, le ministère nigérien de la Défense annonce que sept soldats sont morts et que plusieurs autres ont été blessés lors des combats aux abords de Gueskerou, tandis que les hommes de Boko Haram ont perdu 38 hommes, un combattant a été capturé et cinq véhicules ont été détruits.
Le 10 mars, la Force multinationale mixte déclare dans un communiqué que les pertes des « terroristes de Boko Haram » ont été de 27 morts à Gueskerou le 8 mars et de 23 morts et un prisonnier à Abadam le 9 mars.